# Larissa Franklin
Larissa Franklin (Maple Ridge, 26 de março de 1993) é uma jogadora de softbol canadense.

## Carreira
Franklin compôs o elenco da Seleção Canadense de Softbol Feminino nos Jogos Olímpicos de Verão de 2020 em Tóquio, onde conquistou a medalha de bronze após confronto contra a equipe mexicana na disputa pelo pódio na competição.